# Żaboząb ałatauski
Żaboząb ałatauski, traszka żabiozębna (Ranodon sibiricus) – gatunek płaza ogoniastego z rodziny kątozębnych (Hynobiidae); jedyny przedstawiciel rodzaju Ranodon.

## Występowanie
Żaboząb ałatauski żyje w Ałatau Dżungarskim w Azji, na pograniczu Kazachstanu i Chin. Występuje w przedziale wysokości 1500–3200 m n.p.m.

## Opis
Żaboząb ałatauski ma pysk zaokrąglony; oczy wypukłe, parotydy duże; ciało walcowate; kończyny krótkie, masywne. Osiąga długość ciała do 25 cm.

## Ubarwienie
Od żółto-brązowego przez brązowe, brunatne aż do czarnego, często z ciemnymi plamami, brzuch różowy.

## Rozród
Zapłodnienie odbywa się zewnętrznie. Samica składa dwie duże, galaretowate kapsuły, z których każda zawiera 20–60 jaj. Rozwój jaj trwa ok. 25 dni, natomiast rozwój kijanek do trzech lat.